# Marcelo Chierighini
Marcelo Chierighini (ur. 15 stycznia 1991 w São Paulo) – brazylijski pływak specjalizujący się w stylu dowolnym, wicemistrz świata i medalista igrzysk panamerykańskich.

## Kariera pływacka
W 2010 roku na mistrzostwach świata na krótkim basenie w Dubaju zdobył brązowy medal w sztafecie 4 × 100 m stylem dowolnym. W tej samej konkurencji wywalczył srebro podczas uniwersjady w Shenzhen.
Podczas igrzysk olimpijskich w Londynie płynął w sztafetach 4 × 100 m stylem dowolnym (9. miejsce) i 4 × 100 m stylem zmiennym (15. miejsce).
Rok później, na mistrzostwach świata w Barcelonie z czasem 48,28 był szósty na dystansie 100 m stylem dowolnym. W konkurencji 50 m kraulem nie awansował do finału i został sklasyfikowany na dziesiątym miejscu (21,84). Brał także udział w wyścigach sztafet 4 × 100 m stylem dowolnym (7. miejsce) i 4 × 100 m stylem zmiennym (12. miejsce).
Podczas igrzysk panamerykańskich w Toronto zdobył trzy medale. Złoto wywalczył zarówno w sztafecie kraulowej 4 × 100 m jak i sztafecie zmiennej 4 × 100 m. W konkurencji 100 m stylem dowolnym był trzeci (48,80).
Na mistrzostwach świata w Kazaniu na dystansie 100 m kraulem uzyskał czas 48,27 i zajął piąte miejsce. Chierighini płynął także w sztafetach mężczyzn 4 × 100 m stylem dowolnym (4. miejsce) i 4 × 100 m stylem zmiennym (10. miejsce) oraz w wyścigu eliminacyjnym sztafet mieszanych 4 × 100 m stylem dowolnym. Sztafeta brazylijska w ostatniej z tych konkurencji uplasowała się w finale na szóstej pozycji.
W 2016 roku podczas igrzysk olimpijskich w Rio de Janeiro w konkurencji 100 m stylem dowolnym był ósmy (48,41). Uczestniczył także w wyścigach sztafet kraulowej 4 × 100 m (5. miejsce) oraz zmiennej 4 × 100 m (6. miejsce).
W 2019 został czterokrotnym medalistą igrzysk panamerykańskich. Wywalczył złote medale na dystansie 100 m stylem dowolnym zarówno indywidualnie, jak i w sztafecie, otrzymał także srebrne medale w konkurencjach 4 × 100 m stylem zmiennym i 4 × 100 m stylem dowolnym (sztafeta mieszana).